# Peter Medawar
Peter Brian Medawar (ur. 28 lutego 1915 w Rio de Janeiro, zm. 2 października 1987 w Londynie) – angielski naukowiec brazylijskiego pochodzenia, znany głównie z badań nad tolerancją układu odpornościowego na narządy wszczepione do organizmu, za które, wraz z Frankiem Macfarlane Burnetem, otrzymał w 1960 roku Nagrodę Nobla w dziedzinie fizjologii i medycyny. Laureat Medalu Copleya.
Laureat Nagrody Kalinga od UNESCO.